# BUMP OF CHICKEN
범프 오브 치킨(BUMP OF CHICKEN, バンプ・オブ・チキン 밤프・오브・치킨[*])은 1994년 결성된 일본의 4인조 얼터너티브 록 밴드이다. 줄여서 '범프' 'BOC'라고도 불린다. 토이즈 팩토리 소속. 밴드명은 '약자의 반격'이라는 의미로 붙여졌다.

## 구성원
전원이 1979년생으로 일본 지바현 사쿠라시 출신(후지와라만 아키타현 출생).
- 후지와라 모토오(藤原基央) - 보컬 & 기타
- 마스카와 히로아키(増川弘明) - 기타
- 나오이 요시후미(直井由文) - 베이스 기타
- 마스 히데오(升秀夫) - 드럼

## 역사

### 데뷔 전
- 네 명은 모두 같은 유치원을 다녔으나, 유치원 시절 후지와라와 나오이, 마스카와는 마스와는 모르는 사이었다. 그 후 나오이, 마스카와, 마스 세명이 같은 초등학교를 다니며 마스와 친해지게 된다. 그리고 전원이 다시 만나게 된 것은 중학교에 진학하면서.[4] 네 명 모두 농구부에 소속되어 있었으나 만년 후보선수였기에, 자주 체육관 창고를 어둡게 해 놓고 숨바꼭질을 하며 친분을 쌓았다.[5]
- 1994년, 중학교 3학년이던 마스, 후지와라, 나오이를 포함한 네명이 학교 축제를 위해 밴드를 결성. 비틀즈 버전의 "Twist and Shout"나 "Stand by me"등을 커버했다. 결성 초기의 기타 담당은 마스카와가 아닌 다른 멤버(통칭: '그 녀석')였으며 마스카와는 고등학교 입학 시험이 끝난 후 합류[6], 주로 천막을 올리고 내리는 등 보조적인 역할을 하는 스태프로서 참여했다.[4]
- 1995년, 처음으로 오리지널 곡을 가지고 대회에 출전하나 예선에서 탈락한다.[6]
- 1996년, 멤버인 '그 녀석'이 연습에 잘 참여하지 않는 등 점점 밴드 활동에서 멀어지게 되었고, 이윽고 밴드를 떠나게 된다.[6] 결국 후지와라의 추천으로 마스카와가 정식으로 기타 담당으로서 밴드에 합류한다.[4] 같은 해 8월에는 Beat Brust in Japan에 "유리의 블루스"로 출전, 전국대회에서 그랑프리를 획득한다.[6]
- 1997년, 도쿄에서의 공연과 지바 현에서의 투어 경험을 바탕으로 "DANNY", "BUMP OF CHICKEN의 테마", "유리의 블루스"등을 수록한 데모테이프를 제작하여 배포. 10월의 라이브를 마지막으로 대학 진학을 위해 휴식기를 가진다.
- 1998년 6월, 극단 《스위치》의 뮤지컬 〈달리는 여자〉에 라이브 밴드 역으로 출연.[7] 후지와라는 공연을 위해 6곡 정도 작곡했다. 같은 해 10월 24일에는 오리지널 곡만을 수록한 자체제작 CD를 500장 한정 발매, 1개월만에 완판되었다.[6]

### 1999년:FLAME VEIN
- 1999년 3월 18일, 하이라인 레코드에서 정식으로 첫 앨범 FLAME VEIN을 발매하며 인디즈 데뷔. 녹음실을 빌릴 자금이 부족했던 탓에 이틀 만에 모든 녹음이 이루어졌다.[8] 같은 해 11월 25일에는 첫 번째 싱글인 〈LAMP〉를 발매. 첫 싱글이었지만 SPACE SHOWER TV등, 언론의 주목을 받기 시작한다.[6]

### 2000년:THE LIVING DEAD
- 2000년 3월, 앨범 THE LIVING DEAD를 발매. 이 앨범은 작곡과 레코딩이 1주일만에 이루어졌다.[9] 작업 기간이 짧았기 때문에, 멜로디를 먼저 녹음한 후 가사를 쓰는 등의 후지와라의 평소 작곡 방식과 다른 곡들이 많이 쓰여졌으며, 밤낮없이 이루어진 작업에 후지와라는 감기까지 얻어, 실제 당시 녹음된 "글로리어스 레볼루션"에서는 감기로 인한 비음 섞인 목소리를 들을 수 있다.[9]
- 하이라인 레코드에서 발매된 음반들은 전부 폐판되었다가, 싱글 〈LAMP〉를 제외한 두 앨범은 2004년 4월 토이즈 팩토리에서 재발행되었다. 이 재발행판 FLAME VEIN에는 〈LAMP〉의 수록곡이었던 "배틀 크라이"가 숨겨진 트랙으로 수록되었기에 FLAME VEIN+1으로 이름이 변경되었다.

### 2000년 ~ 2002년:Jupiter
- 2000년 9월, 하이라인 레코드를 떠나 토이즈 팩토리에서 두 번째 싱글 〈다이아몬드〉를 발매하며 메이저 데뷔한다.
- 2001년 3월, 세 번째 싱글 〈천체관측〉을 발매, 두 달 만에 판매량 30만 장을 돌파한다.[10] 같은 해 10월에는 네 번째 싱글 〈하루지온〉을 발매한다.
- 2002년 2월, "천체관측"등이 수록된 메이저 첫 앨범인 Jupiter를 발매. 처음으로 오리콘 주간 앨범 차트 첫 등장 1위를 기록한다.[11] 또한 같은 해 여름, "천체관측"과 그들의 곡에 담긴 메시지와 세계관에서 얻은 영감을 토대로 만들어진[12] 동명의 TV 드라마 《천체관측》[13] 이 방송되며 밴드의 지명도가 크게 오른다.[14] 주제가로는 나카시마 미카의 "WILL"이 사용되었으나, Jupiter의 수록곡이 드라마 전반에 걸쳐 삽입곡으로 사용되었다.[15][16] 8월에는 BUMP OF CHICKEN 주최로 밴드 투어 《B.O.C presents BAUXiTE page1》를 결행. Syrup16g, BURGER NUDS, 허클베리핀(일본)과 전국 세 곳을 돌며 공연한다.
- 연초부터 연말까지 이어진 활발한 활동으로 부담감이 가중된 후지와라는 이 시기 "로스트 맨"의 작사에 어려움을 겪게되며, 그 때문에 10개월이나 발매가 지연되었다.[17] 그 사이 먼저 완성된 악곡을 담은 싱글〈스노우 스마일〉이 같은 해 겨울 발매되었다.

### 2003년 ~ 2004년:유그드라실
- 2003년 3월, 〈로스트 맨/sailing day〉가 싱글로 발매된다. "sailing day"는 영화 《원피스 THE MOVIE 데드엔드의 모험》의 주제가로 사용되었다. 멤버들은 《원피스》의 팬이었던 바, 동 작품이 연재중인 《주간 소년 점프》에도 그들의 인터뷰가 게재되었다.[18] 그 후, 앨범 유그드라실의 녹음작업에 전념. 여름 이후에는 대외적인 활동이 없었다.
- 2004년 3월에는 FLAME VEIN에서 〈아루에〉가 싱글 컷 되어 발매된다. 5월에는 고향 사쿠라시 시민 체육관에서 무료 공연을 개최, 이는 SPACE SHOWER TV를 통해 전국에 생중계되었다. 7월 7일, 유그드라실의 선행 싱글로 〈온리 론리 글로리〉를 발매하여 결성 이래 첫 오리콘 주간 싱글 차트 1위를 획득한다.[19] 한달 뒤 발매한 앨범 유그드라실도 오리콘 주간 앨범 차트 1위를 차지한다.[20] 9월에는 전국 투어 《MY PEGASUS》를 개시. 12월에는 동 앨범에서 〈차륜의 노래〉가 싱글 컷 발매되었다. 또한, 마쿠하리 멧세에서 이틀간 3만 명을 동원한, 단독 공연으로서는 최대규모의 공연을 개최한다.[21] 첫날에는 NHK의 방송 프로그램 《슈퍼 라이브》의 녹화도 이루어졌다(지상파 TV 첫 대규모 출연이나 다름없었다).
- 같은 해, 두 번의 내한 공연이 있었다. 8월 7일, 부산 국제 록 페스티벌 참가. 12월 19일에는 홍대 ROLLING HALL에서 공연했다.

### 2005년 ~ 2007년:orbital period
- 2005년 7월, 싱글 〈플라네타륨〉을 발매. 여름 이벤트[22] 에도 활발한 참가를 보이며, 8월에는 200명 한정 초청 공연 《LIVE AT PLANETARIUM》을 개최, 그 신청자가 7만명에 달했다.[23] 11월과 12월에는 게임 소프트 《테일즈 오브 디 어비스》의 주제가 "카르마"를 포함한 양면 A면 싱글 〈supernova/카르마〉와 〈카르마/supernova〉를 잇달아 발매, 첫 주에 16만장의 판매량을 기록하며 오리콘의 자가 초동 판매 기록을 갱신한다.[24] 특히〈supernova/카르마〉는 다음해 1월까지 오리콘 TOP10에 계속 남아 〈천체관측〉의 누적 판매량에 육박하는, 약 48만장의 판매량를 기록하며 이듬해인 2006년도 오리콘 연간 싱글 차트 9위에 입성한다.[25] 이것은 싱글, 앨범 통틀어 첫 연간 TOP10 입성이었다.
- 2006년 1월, 전국 투어 《run rabbit run》개시. 3월 11일 내한하여 서울 섬유센터에서 공연을 개최한다. 이 시기 앨범 orbital period의 작업이 시작되었기 때문에, 여름 이벤트에는 출연하지 않고 녹음에 전념한다. 9월에는 오리지널 무성영화 《인형극 길드》를 발매. 11월에는 1년만의 싱글 〈눈물의 고향〉를 발매하며 2년 5개월 만에 두 번째 오리콘 싱글 주간 차트 1위를 획득한다.[24] 동 싱글은 롯데 <airs>의 CM송으로도 기용되었다. 이후 제작활동 기간을 가진다.
- 2007년 7월, 인디즈 시절 레이블인 하이라인 레코드 10주년 기념 이벤트에 시크릿 게스트로 등장하고, 1년만에 여름 이벤트에도 출연한다. 10월 24일에는 싱글 〈꽃의 이름〉〈메이데이〉두 장을 동시 발매. 11월 공개된 영화 《ALWAYS 속・삼번가의 석양》의 주제가로 사용되기도 한 〈꽃의 이름〉은 오리콘 싱글 주간 차트 1위를 획득, 동시에 〈메이데이〉도 2위를 기록해 오리콘 역사상 일곱 번째로 1, 2위를 독점하는 쾌거를 달성한다.[26][27] 같은 해 12월, 유그드라실로부터 3년 4개월만의 앨범 orbital period를 발매하며 오리콘 첫 등장 1위를 기록한다.[28] 연말에는 일본 전국FM방송협의회(JFN) 주최의 《FM FESTIVAL RADIO AWARD IN JAPAN "LIFE MUSIC 2007"》에서 대상(LIFE MUSIC OF THE YEAR)을 수상했다.[29]

### 2008년:present from you
- 2008년 1월부터 7월까지 전국 라이브 하우스 투어《홈 시크 위성》, 아레나 투어《홈 쉽 위성》를 연속해서 개최. 전국 33개 지역에서 41번의 공연으로 약 22만명의 관객을 동원한다.[14] 투어가 한창이던 6월 18일, 이때까지 발매된 싱글의 커플링 곡을 수록한 앨범 present from you를 발매한다. 이들은 이 앨범의 발매 취지를 커플링 곡을 싱글의 그림자가 아닌 하나의 곡으로서 들어주길 바라기 때문이라고 밝혔다.[30] 유일한 신곡 "프레젠트"는, 이전 THE LIVING DEAD의 수록곡으로 쓰여졌으나 "Opening"과 "Ending"으로 사용되기 위해 곡의 앞부분과 뒷부분만을 사용했던 것을, 미공개 부분을 포함해 녹음한 곡이다.[30] 같은 달 21일, 내한하여 서울 멜론 악스에서 투어 파이널을 장식한다.[31] 전국 투어에 이어 여름 이벤트 참가 후, 제작활동에 몰입하게 된다.

### 2009년 ~ 2010년:COSMONAUT
- 2009년 11월, 약 2년만에 싱글 〈R.I.P./Merry Christmas〉를 발매. 또, "R.I.P."와 "Merry Christmas"의 PV가 토이즈 팩토리의 유튜브 공식 페이지에 첫 공개되었다. 〈R.I.P./Merry Christmas〉이후 발매된 싱글의 PV 대부분이 이곳에서 배포되고 있다.[32]
- 2010년 4월 10일, 신곡 "HAPPY"가 라이브로 처음 공개되는 《BUMP OF CHICKEN SECRET》이 롯폰기 힐즈에서 개최되었다. 이 공연은 당일 오후까지 장소가 비공개였으나, 2000명의 관중을 모으는 기염을 토한다.[33] 같은 달 14일에는 싱글 〈HAPPY〉, 21일에는 싱글 〈마법의 요리 ~너에게서 너에게로~〉를 차례로 발매. 〈마법의 요리 ~너에게서 너에게로~〉는 NHK 방송 프로그램 《모두의 노래》의 4월, 5월의 노래로 선정되었다.[34] 또, 두 싱글은 오리콘 차트에서 2주연속 1, 2위를 독점 달성하는 기록을 세운다.[35] 10월 13일에는 양 A면 싱글, 전곡 신곡으로서는 처음으로 3곡이 들어간 싱글 〈우주비행사에게로 편지/모터사이클〉을 발매, 오리콘 차트 3작품 연속 1위를 기록한다.[36] 12월 15일에는 3년만의 앨범 COSMONAUT를 발매한다. 동 앨범은 유그드라실과 orbital period에 이어 오리콘 앨범 차트 첫 등장 1위를 획득하고[37], 기세를 이어 유그드라실이후 6년만에 주간 앨범 차트 1위를 획득한다.[38]

### 2011년 ~ 2013년
- 2011년 2월 23일 영화 《극장판 도라에몽: 진구와 철인군단 날아라 천사들》의 주제가로 쓰여진 〈친구의 노래〉를 싱글 발매. 멤버들은 주제가 의뢰를 받기 얼마 전, 모여서 철인병단의 DVD를 봤을 정도로 예전부터 도라에몽의 팬이기도 하다.[39]
- 3월에 일어난 동일본 대지진 이후, 밴드로서 재해지의 부흥에 도움이 되고 싶다고 밝혔다.[40] 그러던 중, 만화가 이노우에 다케히코에게 직접 의뢰를 받아[41] "Smile"을 작곡, 그의 일러스트와 함께 부흥 지원 캠페인의 일환으로서 소프트뱅크의 TV CM으로 방영되었다.[42] 또, 5월 11일에는 동 악곡과 이노우에 타케히코의 일러스트가 함께 수록된 DVD를 포함한 싱글 〈Smile〉을 발매. 이 싱글에는 후지와라 혼자 연주와 노래를 한 "Smile"만이 수록되었으나, MOTOO FUJIWARA(후지와라의 개인 활동 명의)가 아닌 BUMP OF CHICKEN의 이름으로 발매되었다. 〈Smile〉의 모든 판매 수익은 동일본 대지진의 기부금으로 일본 적십자사를 통해 재해지에 기부되었다.[43]
- 7월 플레이스테이션 포터블 전용 게임 소프트 《파이널 판타지: 영식》을 위해 작곡한 신곡 "제로"를 발표. 싱글 〈제로〉는 당초 10월 5일 발매 예정이었지만, 파이널 판타지의 발매일 연기에 따라 10월 19일로 변경되어 발매되었다.[44] 동시에 약 3년 반만의 전국 라이브 하우스 투어 《GOOD GLIDER TOUR》일정을 발표.
- 2012년, 투어가 한창이던 1월 18일, 싱글 〈굿 럭〉을 발매. 21일 공개된 영화《ALWAYS 삼번가의 석양'64》의 주제곡으로 사용되었다. 《ALWAYS》시리즈에 기용된 것은 〈꽃의 이름〉에 이어 두 번째. 동시에 아레나 투어 《GOLD GLIDER TOUR》일정을 발표. 라이브 하우스 투어 종료 후, 두 달의 휴식기를 가진 후 2012년 4월 7일과 8일, 이틀간 마쿠하리 멧세에서 4만명에 달하는 관중을 동원하며[45] 아레나 투어를 시작. 투어 기간 총합 20만명 이상의 관중을 동원, 전 공연 티켓 매진[46]이라는 기록을 남기며 성황리에 투어를 마친다.[47]
- 7월 10일, 후지 TV의 드라마 《숨도 쉴 수 없는 여름》에 신곡 "firefly"가 주제가로 사용되었으며, 동명의 싱글은 9월 12일 발매되었다.
- 2013년 3월 6일, 첫 라이브 영상 작품인 《BUMP OF CHICKEN GOLD GLIDER TOUR 2012》를 발매하였다.

### 2014년: RAY
- 2014년 3월 12일 온라인, 오프라인 동시에 정규 7집 RAY 앨범이 발표되었다.
- 이 앨범의 두번째 곡인 "虹を待つ人(무지개를 기다리는 사람)"은 영화 "가챠맨"의 주제가로 만들어졌다.
- 세번째 곡이자 메인 곡인 "Ray"는 하츠네미쿠와 콜라보레이션을 하기도 했다.

### 2014년~ 현재
- 2015년 4월, 일본 애니메이션 혈계전선의 OP로 "Hello, World!"라는 곡을 발표했다.

## 작품 목록

### 싱글
1. 〈LAMP〉 (1999년 11월 25일)
2. 〈ダイヤモンド〉(다이아몬드) (2000년 9월 20일)
3. 〈天体観測〉(천체관측) (2001년 3월 14일)
4. 〈ハルジオン〉(하루지온) (2001년 10월 17일)
5. 〈スノースマイル〉(스노우 스마일) (2002년 12월 18일)
6. 〈ロストマン/sailing day〉(로스트맨/sailing day) (2003년 3월 12일)
7. 〈アルエ〉(아루에) (2004년 3월 31일)
8. 〈オンリー ロンリー グローリー〉(온리 론리 글로리) (2004년 7월 7일)
9. 〈車輪の唄〉(차륜의 노래) (2004년 12월 1일)
10. 〈プラネタリウム〉(플라네타륨) (2005년 7월 21일)
11. 〈supernova/カルマ〉(supernova/카르마) (2005년 11월 23일)
12. 〈涙のふるさと〉(눈물의 고향) (2006년 11월 22일)
13. 〈花の名〉(꽃의 이름) (2007년 10월 24일)
14. 〈メ-デ-〉(메이데이) (2007년 10월 24일)
15. 〈R.I.P./Merry Christmas〉 (2009년 11월 25일)
16. 〈HAPPY〉 (2010년 4월 14일)
17. 〈魔法の料理～君から君へ～〉(마법의 요리 ~너에게서 너에게로~) (2010년 4월 21일)
18. 〈宇宙飛行士への手紙/モーターサイクル〉(우주비행사에게로 편지/모터사이클) (2010년 10월 13일)
19. 〈友達の唄〉(친구의 노래) (2011년 2월 23일)
20. 〈Smile〉 (2011년 5월 11일)
21. 〈ゼロ〉(제로) (2011년 10월 19일)
22. 〈グッドラック〉(굿 럭) (2012년 1월 18일)
23. 〈firefly〉 (2012년 9월 12일)

### 앨범

#### 인디즈 앨범
1. FLAME VEIN (1999년 3월 18일)
2. THE LIVING DEAD (2000년 3월 15일)

#### 정규 앨범
1. Jupiter (2002년 2월 20일)
2. FLAME VEIN +1 (2004년 4월 28일)
3. THE LIVING DEAD (2004년 4월 28일)
4. ユグドラシル (유그드라실) (2004년 8월 25일)
5. orbital period (2007년 12월 19일)
6. COSMONAUT (2010년 12월 15일)

#### 컴필레이션 앨범
- Synchronized Rockers (2004년 9월 16일)[48]
- present from you (2008년 6월 18일)

### 영상 작품
- 《ビデオポキール》(비디오 포킬) (2000년 2월 25일)[49]
- 《jupiter》 (2002년 12월 18일)
- 《ユグドラシル》(유그드라실) (2004년 12월 1일)
- 《人形劇ギルド》(인형극 길드) (2006년 9월 20일)
- 《orbital period》 (2008년 5월 14일)
- 《COSMONAUT》 (2011년 10월 19일)
- 《BUMP OF CHICKEN GOLD GLIDER TOUR 2012》 (2013년 3월 6일)

## 내한 공연
2004년
- 8월 7일 부산 국제 록 페스티벌
- 8월 8일 서울 홍대 Sound Holic
- 12월 29일 서울 홍대 ROLLING HALL

2006년
- 3월 11일 서울 삼성동 섬유센터

2008년
- 6월 21일 서울 멜론 악스

## 트리비아
2005년에 열린 《제4회 경기도 학생문예대전》 〈소설 부분 고등부〉에서 대상을 받은 S군의 소설 《K》가 범프 오브 치킨의 노래 〈K〉와 흡사해 논란이 일기도 했다.